# Romão Júnior
Romão Júnior (Majé, 8 de junho de 1895 — 24 de abril de 1964) foi um político brasileiro. Exerceu o mandato de deputado federal constituinte pelo Rio de Janeiro em 1946.